# استاس تونه
اِستاس تونه با نام کامل اِستانیسلاو تونه (به اوکراینی: Станіслав Тонне) (به انگلیسی: Estas Tonne)؛ زادهٔ ۲۴ آوریل ۱۹۷۵ یک موسیقی‌دان و نوازندهٔ گیتار اهل اوکراین است.
او را یک تروبادور امروزی با سبک موسیقی ویژه خود می‌دانند.

## زندگی نامه
استاس تونه در سال ۱۹۷۵ در جمهوری سوسیالیستی شوروی اوکراین، اتحاد جماهیر شوروی سوسیالیستی زاده شد. او در سن ۸ سالگی گیتار را شروع کرد و به مطالعه موسیقی کلاسیک در آموزشگاه موسیقی محلی خود پرداخت. اما پس از آنکه خانواده‌اش در سال ۱۹۹۰ (میلادی) به اسرائیل کوچ کرد او ۱۱ سال نواختن گیتار را کنار گذاشت. استاس تونه در سپتامبر ۲۰۰۱ به نیویورک کوچ کرد و نواختن گیتار را از نو به صورت جدی آغاز کرد. او در آن دوران نواختن گیتار را همراه یک ویولون‌نواز به نام مایکل شولمن در خیابان ها آغاز کرد. اما پس از آن در سراسر جهان به صورت تنها سفر و کنسرتهای زیادی برگزار کرد. استاس تونه با برگزاری این کنسرت‌ها طرفداران زیادی برای خود جمع کرده و همچنین کنسرت‌های خود را در بهترین سالن‌های سراسر جهان برگزار می‌کند.

## گزیدهٔ آلبوم‌شناسی
آلبوم‌های زیر در وبگاه شخصی او برای بارگیری همگان در دسترس هستند:
- ۲۰۰۲: دنیای سیاه و سپید
- ۲۰۰۴: اژدهای خوشی و طرب
- ۲۰۰۸: ۱۳ ترانه دربارهٔ حقیقت
- ۲۰۰۹: آسمان های بوهمی
- ۲۰۱۱: جایگاه خدایان
- ۲۰۱۲: اجرای زنده در اودئون (۲۰۱۱)
- ۲۰۱۲: فیلم خودی
- ۲۰۱۳: پرواز درونی (نسخهٔ بی‌کلام با گیتار)
- ۲۰۱۳: پرواز درونی (اجرای زنده در گارا واسارا)
- ۲۰۱۶: مادر روح‌ها (موسیقی زندگی)